# Benediktinerkloster Schweinfurt

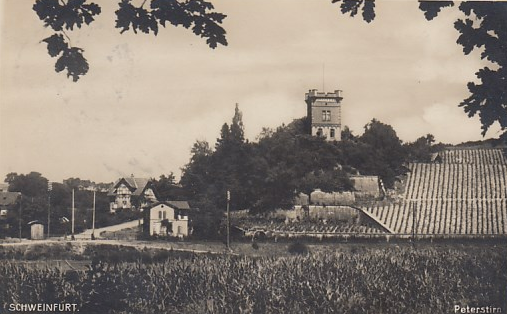
Maintal mit Peterstirn um 1930. Weinberge und Sattlersche Bauten von 1874 mit Karlsturm. Auf dem Plateau um den Turm und rechts davon lag nach Angaben des Bayerischen Landesamts für Denkmalpflege (BLfD) die Klosterburg

Das Benediktinerkloster Schweinfurt namens Stella Petri war ein Kloster der Benediktiner am östlichen Rand von Schweinfurt. Es wurde um 1004 zunächst als Nonnenkloster gegründet und wurde um 1055 Benediktinerkloster. 1283 wurde es vom Deutschen Orden übernommen und befestigt, da es für diesen vor allem militärische Bedeutung hatte. Dies führte zu einem Konflikt mit der Reichsstadt Schweinfurt, die 1437 die Klosterburg kaufte und sprengte. Auf dem Burgberg wurde 1874 eine Burganlage im Stil des Historismus errichtet, die sogenannten Sattlerscher Bauten.

## Lage

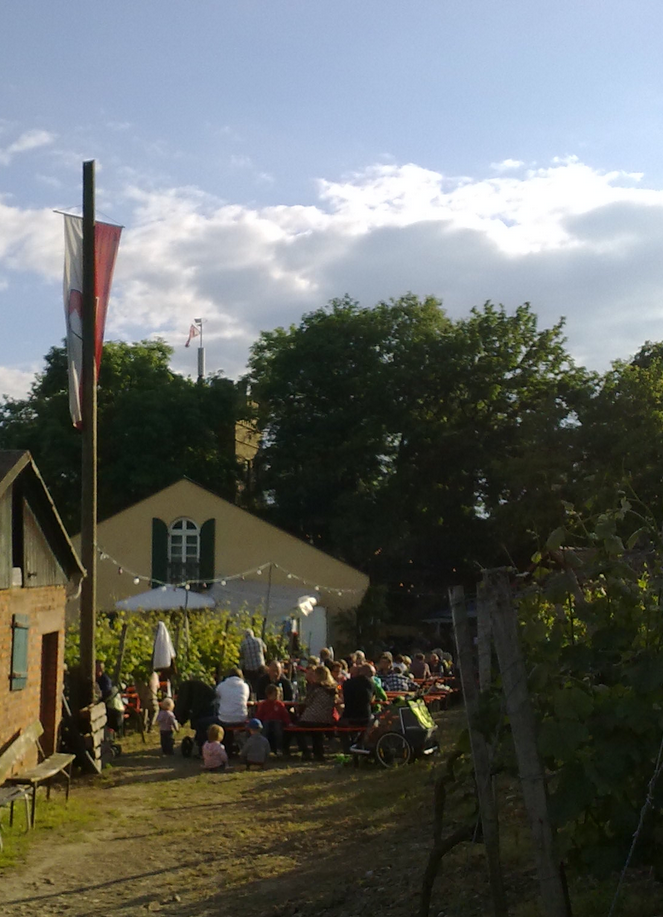
Ort der einstigen Klosterburg nach Dirk Rosenstock. Seit 1994 Sitz des Weingut Dahms. Hinten der Karlsturm

Die Klosterburg lag oberhalb vom Main, auf der Peterstirn, einem südwestlichen Ausläufer des Hainbergs, im Gebiet des heutigen Nordöstlichen Stadtteils. Am Fuß des Klosterbergs verläuft die historische Mainleitenstraße von Schweinfurt nach Mainberg, die nach Bamberg führt (heute Staatsstraße 2447) und die 1852 eröffnete Bahnstrecke Bamberg–Schweinfurt.
Nach Dirk Rosenstock lag das Kloster am Ort der heutigen Sattlerschen Bauten in einer Vorburg. Diese lag demnach vor einer größeren Befestigungsanlage, in der sich die Markgrafenburg und später die Reichsburg befand. Ein entsprechender Plan wurde von Raimund Röthlein erstellt.
Nach Erich Schneider ging das Kloster aus einer Umwandlung der Markgrafenburg hervor, während die Reichsburg weiter oben lag.
Heute befindet sich dort das Weingut Dahms. Das Areal liegt etwa 25 Meter oberhalb des Mains auf 230 m ü. NN.
Siehe auch: Markgrafenburg Schweinfurt, Eine Burg oder zwei Burgen?

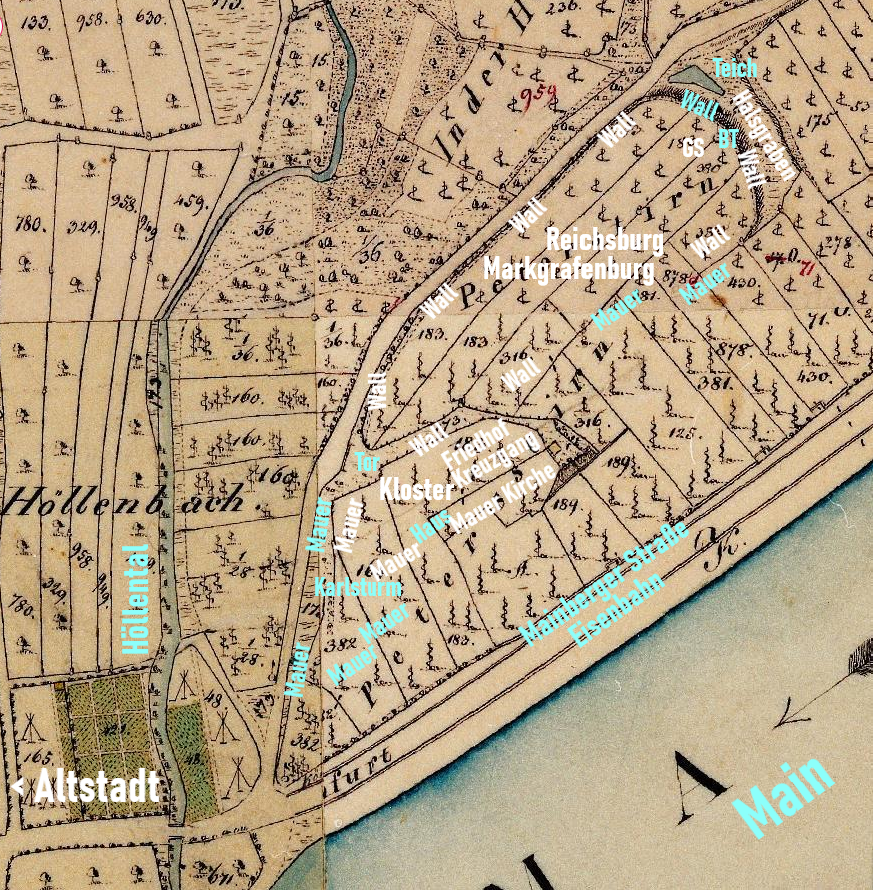
Peterstirn (zwischen Main und Höllental) Hellblau: Heutiger Bestand, einschließlich Sattlerscher Bauten von 1874. Weiß: Abgegangene Orte nach Plan von R. Röthlein (1990).[2] Eingetragen auf dem Urkataster aus dem 19. Jahrhundert. BT = Beerhüterturm. GS = Grabungsschnitt mit Mauer und Turm. Die einstige Altstadt lag einen halben Kilometer mainabwärts

## Geschichte
Nach der Niederlage von Heinrich von Schweinfurt gegen König Heinrich II. in der Schweinfurter Fehde von 1003 stiftete die Witwe von Berthold von Schweinfurt Eilica (auch Eila genannt) um 1004 ein Nonnenkloster. Nach einigen Besitzwechseln wurde es um 1055 zum Benediktinerkloster Stella Petri (Stern des Petrus oder Petrusstern), wovon der Name Peterstirn abgeleitet wurde. Die lokalen markgräflichen Güter, einschließlich des Hausklosters, gelangten auf dem Erbwege 1112 in den Besitz des Hochstifts Eichstätt. Zwischen 1120 und 1177 lassen sich fünf Mönche aus dem Kloster Michelsberg in Bamberg auf der Peterstirn nachweisen. Erster Benediktinerabt war Burkard, der im Jahr 1155 starb. Bischof Otto von Eichstätt weihte auf der Peterstirn zwischen 1183 und 1195 eine Allerheiligen-Kapelle sowie einen Silvester- und einen Felicitas-Altar. Aus dem Jahr 1199 ist der Name des Propstes Friedrich belegbar.
Zwischen 1263 und 1265 war nur noch ein Priester mit Diener im bereits heruntergekommenen Kloster. Auf Betreiben des Würzburger Bischofs Iring von Reinstein-Homburg genehmigte Papst Urban IV. die Zuweisung des Klosters an den Deutschen Orden. Dennoch dauerte es bis 1283, als das Kloster bereits vom Einsturz bedroht war, bis der Fürstbischof von Eichstätt Reinboto von Meilenhart das Klostergut dem Deutschen Orden auftrug. Der Komtur des Ordens Poppo von Henneberg stiftete 1360 den Unterhalt für einen dritten Priester. Das Kloster war für den Deutschen Orden vor allem von militärischer Bedeutung und wurde mit Türmen und Wehrbauten befestigt. Dies führte zu einem längeren Konflikt mit der Reichsstadt Schweinfurt, die 1427 beim Luxemburger Sigismund Klage erhob und 1437 den Konflikt durch den Kauf der Klosterburg löste. Sie wurde gegen den Widerstand des Bistums Würzburg von den Schweinfurtern untergraben und gesprengt. Im 16. Jahrhundert sollen noch einige Ruinen des Klosters zu sehen gewesen sein.

## Beschreibung

### Klosteranlage
Im 11. Jahrhundert ist für die Klosterkirche (Peterskirche) ein Glockenturm durch den Chronisten Cosmas von Prag bezeugt, ein Chor ist anzunehmen. Das Kloster besaß einen Kreuzgang, einen Friedhof, einen Brunnen und nach Süden und Westen Befestigungsanlagen. Erhalten blieben Reste der Deutschordensbefestigung am Sattlerschen Anwesen. In diesem Bereich wurden später Weinbergsmauern und Stützmauern für den Sattlerschen Bau errichtet (siehe auch Bild am Artikelanfang).

### Krypta
Bei der Planung der Ludwigs-Westbahn von Bamberg nach Schweinfurt wurde erwogen, den Burgberg für eine Nordumfahrung der Stadt zu untertunneln, wovon man jedoch abkam. Stattdessen erlaubte 1852/1853 die Stadt der Eisenbahngesellschaft, den Berg teilweise abzutragen, um Material für den Eisenbahndamm der Südvariante entlang des Mains zu gewinnen. Man stieß dabei auf die vormalige Krypta. Von ihr hat sich ein Sarkophag aus Buntsandstein mit einer mit einem Vortragekreuz gezierten Deckplatte erhalten, bei dem es sich um die Grablege eines frühen Schweinfurter Benediktinerabtes handeln könnte.
Das Bayerische Landesamt für Denkmalpflege führt die gesamte Peterstirn als gemeinsames Bodendenkmal („Burgstall und Klosterwüstung“).